# Åke Jönsson
Åke Jönsson (26 giugno 1925 – 18 dicembre 1998) è stato un calciatore svedese, di ruolo centrocampista.

## Carriera

### Club
Ha militato tutta la carriera nel campionato svedese.

### Nazionale
Con la Nazionale svedese ha preso parte ai Giochi Olimpici del 1952.